# Jens Wemmer
Jens Wemmer (Aurich, 31 ottobre 1985) è un ex calciatore tedesco, di ruolo difensore.